# 物性
物性（ぶっせい）とは、物質の示す物理的性質のこと。機械的性質（力学的性質）、熱的性質、電気的性質、磁気的性質（磁性）、光学的性質（光物性）がある。

## 物性値
- 密度
- 誘電率
- 透磁率
- 磁化率（帯磁率）
- 導電率およびその逆数の電気抵抗率
- 熱伝導率
- 比熱
- 線膨張率
- 沸点
- 融点
- 弾性係数（縦弾性係数、横弾性係数）
- ポアソン比